# Alex Davis
Alexander Travon Davis, detto Alex (Houston, 28 gennaio 1992), è un cestista statunitense, professionista in NBDL e in Europa.

## Palmarès
- Campionato ceco: 2

ČEZ Nymburk: 2017-18, 2018-19
- Coppa della Repubblica Ceca: 2

ČEZ Nymburk: 2018, 2019